# Fadet des tourbières
Coenonympha tullia
Espèce
Statut de conservation UICN

 VU A1cde : Vulnérable
Le Fadet des tourbières ou Daphnis (Coenonympha tullia), est un lépidoptère (papillon) appartenant à la famille des Nymphalidae, à la sous-famille des Satyrinae et au genre Coenonympha.

## Dénomination
Synonymes : Papilio tullia Müller, 1764, Papilio tiphon Rottemburg, 1775, Papilio davus Fabricius, 1777, Papilio philoxenus Esper, 1780, Hipparchia demophile Freyer, 1844, Coenonympha rothliebii Herrich-Schäffer, 1851, Coenonympha scotica Staudinger, 1901  Coenympha suecica Hemming, 1936

### Noms vernaculaires
- en français : le Fadet des tourbières, le Daphnis (en Europe) ; le Satyre fauve (au Canada).
- en anglais : Large Heath (en Europe), Common Ringlet (en Amérique).
- en allemand : Großes Wiesenvögelchen ou Grosser Heufalter.

### Sous-espèces

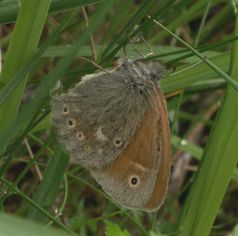
Coenonympha tullia gliwa

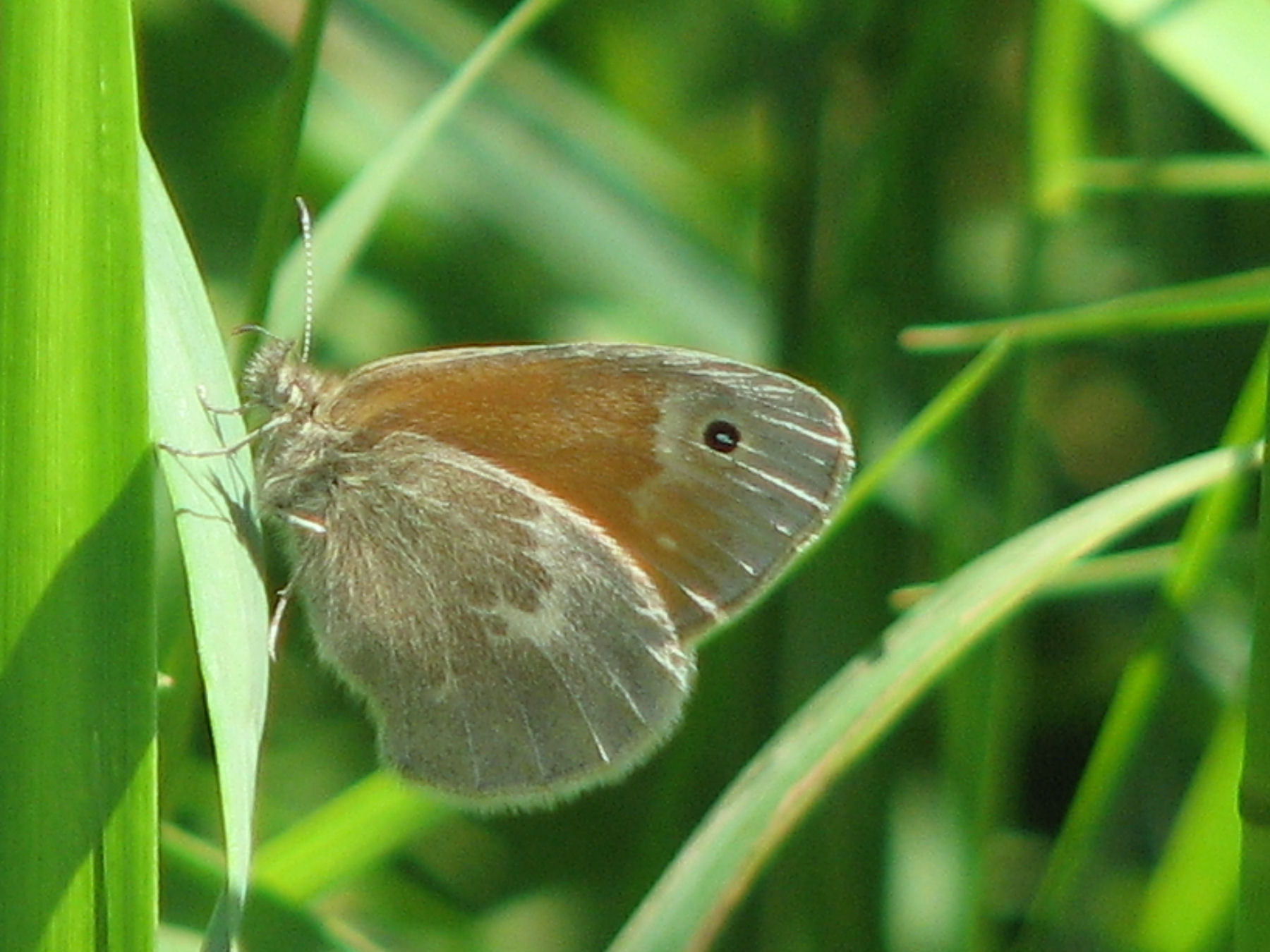
Coenonympha tullia inornata

- Coenonympha tullia tullia (Müller, 1764) en Europe et dans l'ouest de la Sibérie.
- Coenonympha tullia ampelos (W. H. Edwards, 1871) – Northwest Common Ringlet
- Coenonympha tullia benjamini (McDunnough, 1928) – Prairie Ringlet
- Coenonympha tullia brenda
- Coenonympha tullia bosniae Davenport, 1941
- Coenonympha tullia california (Westwood, 1851) – California Ringlet
- Coenonympha tullia chatiparae Sheljuzhko, 1937 présent au Causase.
- Coenonympha tullia columbiana (McDunnough, 1928) – Ringlet
- Coenonympha tullia davus (Fabricius, 1777)
- Coenonympha tullia elko (W. H. Edwards, 1881)
- Coenonympha tullia elwesi Davenport, 1941 dans l'Altaï.
- Coenonympha tullia eryngii (Hy. Edwards, 1877)
- Coenonympha tullia eunomia (Dornfeld, 1967)
- Coenonympha tullia furcae (W. Barnes & Benjamin, 1926)
- Coenonympha tullia gliwa
- Coenonympha tullia haydenii (W. H. Edwards, 1872) – Hayden's Common Ringlet
- Coenonympha tullia inornata (W. H. Edwards, 1861) – Inornate Common Ringlet
- Coenonympha tullia insulanus (McDunnough, 1928) – Vancouver Ringlet
- Coenonympha tullia kodiak (Edwards 1869) – Kodiak Ringlet
- Coenonympha tullia mackenziei (D. Davenport, 1936) – Mackenzie's Ringlet
- Coenonympha tullia mcisaaci (dos Passos, 1935) – McIsaac's Ringlet
- Coenonympha tullia mixturata (Alphéraky, 1897)
- Coenonympha tullia mono (Burdick, 1942) – (Common) Ringlet
- Coenonympha tullia nipisiquit (McDunnough, 1939) – Maritime Ringlet
- Coenonympha tullia ochracea (W. H. Edwards, 1861) – Ochre (Common) Ringlet
- Coenonympha tullia polydama (Haworth, 1803)
- Coenonympha tullia pseudobrenda (Austin & R. Gray, 1998)
- Coenonympha tullia scotica (Staudinger, 1901)
- Coenonympha tullia sibirica Davenport, 1941
- Coenonympha tullia subfusca (W. Barnes et Benjamin, 1926)
- Coenonympha tullia suecica Hemming, 1936
- Coenonympha tullia viluiensis Ménétries, 1859
- Coenonympha tullia yontocket Porter et Mattoon, 1989 le Yontocket Satyr Ringlet dans le nord de la Californie.
- Coenonympha tullia yukonensis (W. Holland, 1900) le Yukon Common Ringlet[2],[3].

## Description
Ce papillon de couleur ocre clair à marron clair au verso orné d'une ligne d'ocelles clairs centrés par un point noir présente d'importantes variations suivant les sous-espèces et les colonies. Le dessus, ocre clair peut présenter une suffusion grise aux postérieures. Il est orné d'un seul ocelle aux antérieures, et d'un, trois ou une ligne aux postérieures. Le revers présente aux antérieures généralement de couleur ocre une ligne postdiscoïdale claire et un ou deux ocelles et  aux postérieures de couleur ocre à marron suivant les sous-espèces, une ligne d'ocelles bien visibles sauf pour Coenonympha tullia scotica chez qui ils sont très réduits ou absents.

## Biologie

### Période de vol et hivernation
Il hiverne à l'état de chenille et au nord de son aire de répartition le cycle demande deux saisons.
En Amérique du Nord il vole en une ou deux générations, de mai à octobre suivant la localisation de sa résidence, en une génération en Europe entre juin et août,.

### Plantes hôtes
Ses plantes hôtes sont Rhynchospora alba, Eriophorum vaginatum, Eriophorum angustifolium, Carex rostrata, ainsi que des Festuca, Poa, Stipa,.

## Écologie et distribution
Le Fadet des tourbières est présent dans tout l'hémisphère nord, Amérique du Nord, nord de l'Europe et  Asie tempérée.
En Europe il est présent en Irlande, Angleterre, Allemagne, Pologne, Autriche, États Baltes et Scandinavie.
Il est présent dans les départements du quart nord-est de la France métropolitaine. Il a été inventorié en Lozère, dans le Puy-de-Dôme, l'Ain, la Saône-et-Loire, la Nièvre, le Jura, le Doubs, la Côte-d'Or, l'Yonne, la Haute-Marne, la Marne, l'Aisne et l'Ardenne.

### Biotope
Il réside dans les tourbières, les landes humides et les marécages.

### Protection
Le Fadet des tourbières est une espèce protégée, placée en Europe sur la liste rouge des espèces protégées en Albanie, Allemagne, Autriche, Biélorussie, Belgique, Bosnie-Herzégovine, Croatie, Danemark, Estonie, Finlande, France, Hongrie, Irlande, Italie, Lettonie, Lituanie, Norvège, Pays-Bas, Pologne, Roumanie, Russie, Slovénie, Suède, Suisse, République tchèque et Royaume-Uni.
En France il est inscrit sur la liste des espèces protégées avec la mention E par l'arrêté du 23 avril 2007, article3,.

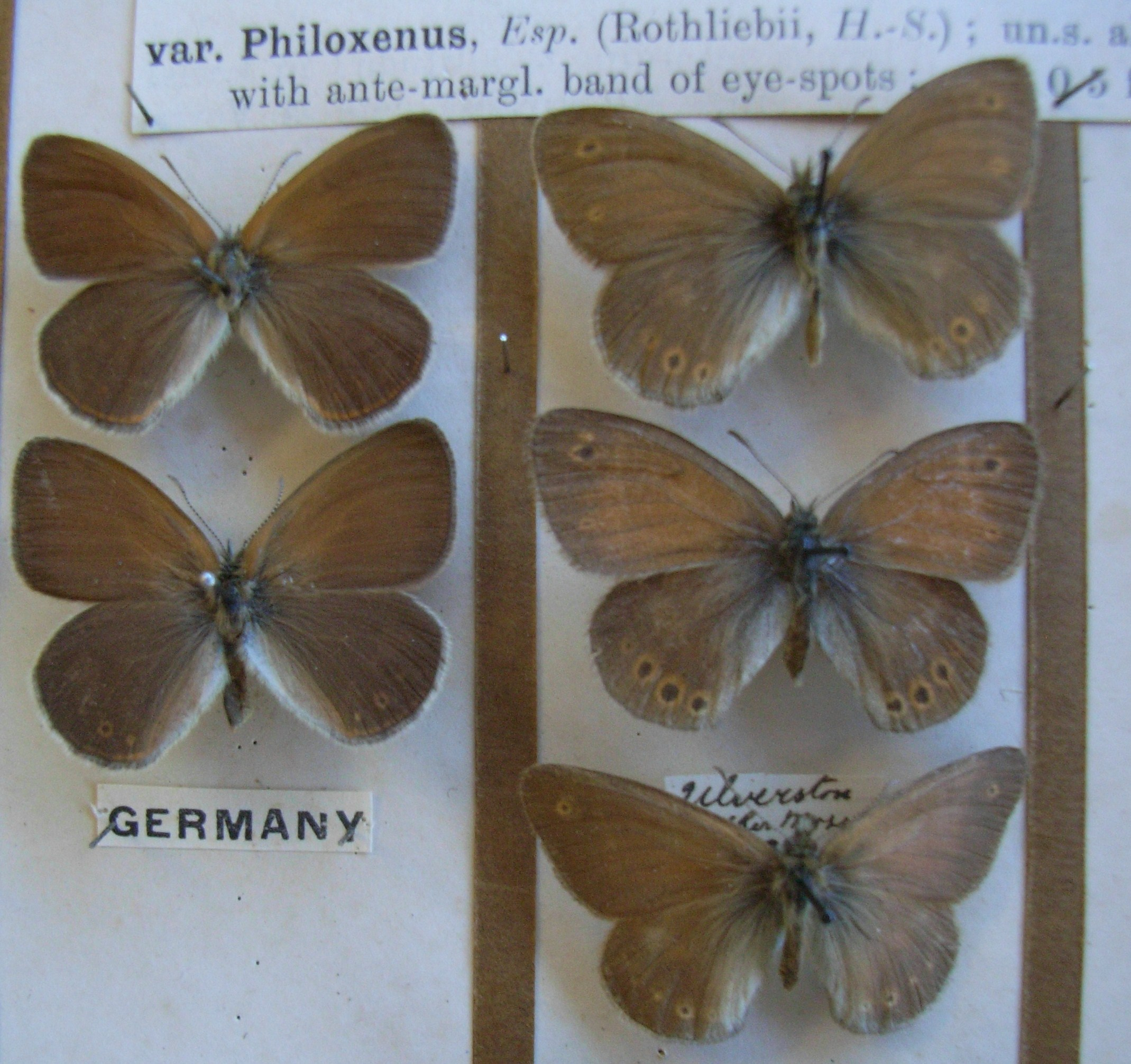
Coenonympha tullia